# Landschaftsschutzgebiet Oberes Sorpetal zwischen Hagen und Wildewiese
Das Landschaftsschutzgebiet Oberes Sorpetal mit 39,4 ha Flächengröße liegt südlich bzw. südöstlich von Hagen im Stadtgebiet von Sundern im Hochsauerlandkreis. Es wurde 1993 mit dem Landschaftsplan Sundern durch den Kreistag des Hochsauerlandkreises erstmals mit dem Namen Landschaftsschutzgebiet Oberes Sorpetal zwischen Hagen und Wildewiese als Landschaftsschutzgebiet (LSG) mit einer Flächengröße von 31,81 ha ausgewiesen. Bei der Neuaufstellung des Landschaftsplanes Sundern wurde es mit verändertem Namen als Landschaftsschutzgebiet vom Typ C, Wiesentäler und bedeutsames Extensivgrünland, erneut ausgewiesen und deutlich vergrößert. Das Schutzgebiet besteht aus zwei Teilflächen. Das LSG grenzt direkt an die Bebauung von Hagen und gehört zum Naturpark Sauerland-Rothaargebirge.

## Beschreibung

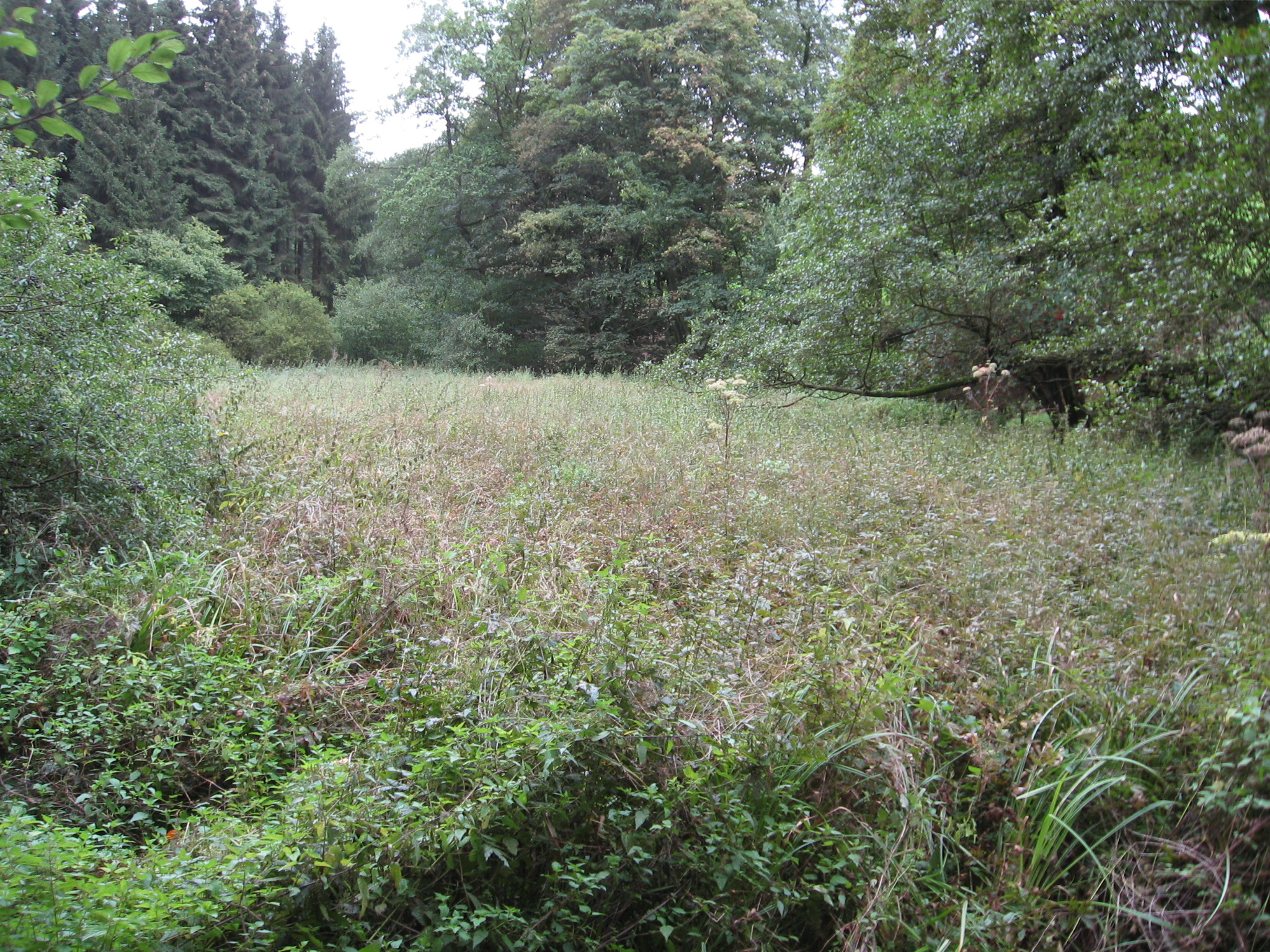
Ehemalige Naturschutzgebiet Brachfläche im Sorpetal 2014

Das LSG umfasst Grünlandflächen und Sorpe im Oberen Sorpetal. Zum LSG gehört auch Magergrünland an Unterhängen des von Osten zufließenden Märkessiepens. Dazu gehört seit 2019 auch das ehemalige Naturschutzgebiet Brachfläche im Sorpetal.

## Schutzzweck
Die Ausweisung erfolgte zur Sicherung und Erhaltung der natürlichen Erholungseignung und der Leistungsfähigkeit des Naturhaushaltes gegenüber den vielfältigen zivilisatorischen Ansprüchen an Natur und Landschaft. Das LSG dient der Ergänzung bzw. Pufferzonenfunktion der strenger geschützten Teile dieses Plangebietes durch den Schutz ihrer Umgebung vor Einwirkungen, die den herausragenden Wert dieser Naturschutzgebiete und Schutzobjekte mindern könnten und Sicherung der Kohärenz und Umsetzung des europäischen Schutzgebietssystems Natura 2000.

## Rechtliche Vorschriften
Wie in den anderen Landschaftsschutzgebieten vom Typ C im Stadtgebiet besteht im LSG ein Verbot Bauwerke zu errichten. Vom Verbot ausgenommen sind Bauvorhaben für Gartenbaubetriebe, Land- und Forstwirtschaft. Die Untere Naturschutzbehörde kann Ausnahme-Genehmigungen für Bauten aller Art erteilen. Wie in den anderen Landschaftsschutzgebieten vom Typ B in Sundern besteht im LSG ein Verbot der Erstaufforstung und Weihnachtsbaum-, Schmuckreisig- und Baumschul-Kulturen anzulegen. Grünland und Grünlandbrachen dürfen nicht in Acker oder andere Nutzungen umgewandelt werden.
Laut Landschaftsplan ist die Freihaltung brachfallender Flächen ist durch geeignete Offenhaltungsmaßnahmen zu gewährleisten, vorzugsweise nach den geltenden Bewirtschaftungsanleitungen Weide des Kulturlandschaftspflegeprogrammes des HSK und vorhandene Nadelholzflächen sind in extensives Grünland umzuwandeln.